# China central
China central (en chino: 华中; pinyin: Huázhōng) es una región geográfica y cultural vagamente definida que incluye las provincias de Henan, Hubei y Hunan. A veces también se considera que Jiangxi es parte de esta región. China central es oficialmente parte de la región China central meridional definida por el gobierno de la República Popular China.
En el contexto del "Plan de Ascenso de China Central" (en chino, 中部崛起计划) de 2004 del Consejo de Estado, las provincias circundantes, incluidas Jiangxi, Shanxi y Anhui, también se definen como regiones de zonas en desarrollo de China Central.
Desde 2004, estas provincias han ido experimentado un constante aumento de la inversión interna, particularmente proveniente de las regiones costeras.
Como parte del objetivo de la administración de Xi Jinping de urbanizar a 250 millones de ciudadanos para 2025 como primera fase de un plan de modernización verde a largo plazo, China busca reasentar a personas rurales  en capitales de provincia, ciudades-prefectura y ciudades a nivel de condado en el centro de China. (así como en el oeste de China).

## Divisiones administrativas
| Nombre | Chino (S) | pinyin | Abreviación | Capital   | Chino | pinyin    | Lista de divisiones administrativas |
| ------ | --------- | ------ | ----------- | --------- | ----- | --------- | ----------------------------------- |
| Henan  | 河南      | Hénán  | 豫 yù       | Zhengzhou | 郑州  | Zhèngzhōu | Divisiones a nivel comarcal         |
| Hubei  | 湖北      | Húběi  | 鄂 è        | Wuhan     | 武汉  | Wǔhàn     | Divisiones a nivel comarcal         |
| Hunan  | 湖南      | Húnán  | 湘 xiāng    | Changsha  | 长沙  | Chángshā  | Divisiones a nivel comarcal         |

## Ciudades con área urbana de más de un millón de habitantes
Las capitales de provincia aparecen en negrita.
| # | Ciudad    | Zona urbana | Área del distrito | Ciudad propiamente dicha | Prov.   | Fecha del censo |
| - | --------- | ----------- | ----------------- | ------------------------ | ------- | --------------- |
| 1 | Wuhan     | 7.541.527   | 9.785.388         | 9.785.388                | HB - 鄂 | 2010-11-01      |
| 2 | Zhengzhou | 3.677.032   | 4.253.913         | 8.627.089                | HA - 豫 | 2010-11-01      |
| 3 | Changsha  | 2.963.218   | 3.092.213         | 7.040.952                | HN - 湘 | 2010-11-01      |
| 4 | Luoyang   | 1.584.463   | 1.926.079         | 6.549.941                | HA - 豫 | 2010-11-01      |
| 5 | Xiangfan  | 1.433.057   | 2.199.690         | 5.500.307                | HB - 鄂 | 2010-11-01      |
| 6 | Hengyang  | 1.115.645   | 1.133.967         | 7.148.344                | HN - 湘 | 2010-11-01      |
| 7 | Yichang   | 1.049.363   | 1.411.380         | 4.059.686                | HB - 鄂 | 2010-11-01      |